# Walter Voulaz
Walter Voulaz (ur. 17 marca 1960 roku w Mediolanie) – włoski kierowca wyścigowy.

## Kariera
Voulaz rozpoczął karierę w międzynarodowych wyścigach samochodowych w 1979 roku od startów we Włoskiej Formule Ford 2000 oraz Formuły Italia. Z dorobkiem odpowiednio ośmiu i sześciu punktów uplasował się odpowiednio na dziesiątej i trzynastej pozycji w klasyfikacji generalnej. W późniejszych latach pojawiał się także w stawce Formuły Fiat Abarth, Włoskiej Formuły 3, Europejskiej Formuły 3, World Touring Car Championship, Formuły 3000 oraz Grand Prix Monako Formuły 3.
W Formule 3000 Włoch został zgłoszony do wyścigu na torze Autodromo Nazionale di Monza w sezonie 1988 z włoską ekipą Pavesi Racing. Jednak nie zakwalifikował się do wyścigu.